# Jaime de Salazar y Acha
Jaime de Salazar y Acha (San Sebastián, 16 de agosto de 1947), es un historiador y genealogista español.

## Orígenes familiares
Su padre, Bernardo de Salazar y García-Villamil (Madrid, 23 de noviembre de 1906 - Madrid, 5 de abril de 1992), fue licenciado en Derecho, consejero privado del conde de Barcelona y miembro de su Casa, y su madre (casados en San Sebastián, 4 de agosto de 1939) fue María del Carmen de Acha y Sánchez-Arjona (Madrid, 21 de octubre de 1916 - Ciudad Rodrigo, 10 de julio de 2013), hermana del II y III marqueses de Acha, nieta materna del marqués de Casa Arjona y dos veces trisnieta del II marqués de Riocabado.

## Biografía
Nació en San Sebastián el 16 de agosto de 1947, y es doctor en Derecho, caballero de honor y devoción de la Orden de Malta, y caballero del Real Cuerpo de la Nobleza de Madrid. Y también es académico numerario de la Real Academia Matritense de Heráldica y Genealogía y académico de número de la Real Academia de la Historia.

## Obra

### Libros
- Génesis y evolución del apellido en España (1991). Madrid: Real Academia Matritense de Heráldica y Genealogía. ISBN 978-84-604-0109-4.
- La casa del rey de Castilla y León en la Edad Media (2000). Madrid: Centro de Estudios Políticos y Constitucionales. ISBN 978-84-259-1128-6.[3]
- Estudio histórico sobre una familia extremeña: los Sánchez Arjona (2001). Madrid: Real Academia Matritense de Heráldica y Genealogía. ISBN 978-84-88833-01-3.
- Un mirobrigense ilustre del siglo XV, el Licenciado Antón Núñez de Ciudad Rodrigo, contador mayor de Enrique IV (2004). Ciudad Rodrigo: Centro de Estudios Mirobrigenses. ISBN 978-84-933679-0-9.
- Manual de genealogía española (2006). Madrid: Instituto Salazar y Castro. ISBN 978-84-89851-52-8.[4]
- La genealogía: ciencia instrumental y técnica de investigación (2010). Madrid: Confederación Española de Centros de Estudios Locales. ISBN 978-84-614-2601-0.
- Los grandes de España, siglos XV-XXI (2012). Madrid: Ediciones Hidalguía. ISBN 978-84-939313-9-1.
- Las dinastías reales de España en la Edad Media (2021). Madrid.  Real Academia de la Historia y Agencia Estatal Boletín Oficial del Estado. ISBN 978-84-340-2781-7